# Mithymna nigra
Mithymna nigra är en insektsart som beskrevs av Synave 1956. Mithymna nigra ingår i släktet Mithymna och familjen Nogodinidae. Inga underarter finns listade i Catalogue of Life.